# Армия Юго-Востока
Армия Юго-Востока, Объединённая армия Юго-Востока (ОАЮВ) — добровольческое вооружённое формирование подконтрольной России Луганской Народной Республики, действовавшее во время войны на Донбассе.

## История
6 апреля 2014 года группа митингующих штурмом взяла здание Луганского Управления Службы безопасности Украины, где был захвачен арсенал боевого оружия. Активисты объявили себя «Объединённым штабом Армии Юго-Востока». Они выдвинули ряд требований, при невыполнении которых угрожала перейти к открытому противостоянию с силами, подконтрольными киевским властям. В последующие дни вокруг здания возводились баррикады, местное население живым щитом защищало участников захвата здания от возможного штурма со стороны армии Украины и спецподразделений МВД и СБУ. По информации СМИ, в здании разместилось значительное количество вооружённых людей. 9 апреля бойцы объявили о создании Объединённого штаба армии Юго-Востока.
10 апреля 2014 года Армия Юго-Востока выдвинула ультиматум Луганскому облсовету, в котором потребовала «в течение ближайших 10 часов собрать экстренную (внеочередную) сессию», на которой депутаты, избранные жителями Луганской области, должны были принять решения о провозглашении на территории области Луганской народной республики и проведении в десятидневный срок референдума о выборе будущего республики в составе Российской Федерации или Украины. Также сепаратистами было заявлено, что оружие будет выдано только тем представителям республики, которые будут избраны жителями луганского региона. Требования авторов ультиматума не были реализованы луганским областным советом.
29 апреля 2014 года сепаратистами было занято здание Луганской областной государственной администрации (обладминистрации). Также были захвачены здания луганской прокуратуры, офис Луганской телерадиокомпании, областное управление МВД, тем самым были заняты важнейшие административные учреждения Луганска. В этот же день в средствах массовой информации появились сообщения, что Армия Юго-Востока полностью контролирует Луганск.
7 мая 2014 года лидер ЛДПР В. В. Жириновский подарил вооружённым формированиям ЛНР одну бронированную автомашину ГАЗ-2330 «Тигр», 8 мая она была доставлена в Луганск и передана вооружённым формированиям.
17 мая из пожарно-спасательных частей в Северодонецке и Лисичанске вооружённые формирования вывезли две бронированных разведывательно-дозорных машины радиохимической разведки (одна из которых находилась в нерабочем состоянии). 17 мая 2014 года Генеральная прокуратура Украины объявила Донецкую Народную Республику и Луганскую Народную Республику, а также все её структуры, в том числе и Армию Юго-Востока террористической организацией.
23 мая из аварийно-спасательной части государственной пожарно-спасательной службы в селе Лоскутовка Попаснянского района Луганской области группа вооружённых автоматами сепаратистов вывезла ещё одну бронемашину БРДМ-РХ.

## Состав
- Батальон «Леший» — командир Алексей Павлов[14], заместитель Игорь Орженцов[15] (июль); Геннадий Гриневич (ноябрь).
- 3-й десантный Станично-Луганский батальон — сформирован в июне из запасников ВДВ и «афганцев», присягал 16 июля.[16]
- 2-й отдельный батальон «Дон»[17][18]
- Бригада «Призрак» (включает Коммунистический добровольческий отряд и  Отдельный казачий батальон им. Атамана Ермака) — под командованием Алексея Мозгового[19][20]

## Вооружение и техника
| На вооружении находится | На вооружении находится | На вооружении находится | На вооружении находится    | На вооружении находится | На вооружении находится   |
| Изображение             | Название                | Производство            | Назначение                 | Количество              | Примечания                |
| Реактивная артиллерия   | Реактивная артиллерия   | Реактивная артиллерия   | Реактивная артиллерия      | Реактивная артиллерия   | Реактивная артиллерия     |
| ----------------------- | ----------------------- | ----------------------- | -------------------------- | ----------------------- | ------------------------- |
|                         | БМ-21 «Град»            | СССР                    | 122-мм РСЗО                | 26+                     |                           |
| Средства ПВО            |                         |                         |                            |                         |                           |
|                         | 9К35 «Стрела-10»        | СССР                    | Зенитный ракетный комплекс | 1+                      |                           |
|                         | ГАЗ-233001 «Тигр»       | Россия                  | Внедорожник                | 1                       | Подарен В. В. Жириновским |

По информации ИА REGNUM, в апреле 2014 года Армия Юго-Востока отбила у ВС Украины грузовик с ПЗРК «Игла».

## Стрелковое оружие
| Тип                         | Изображение | Патрон/калибр | Производство | Назначение                          | Количество | Примечания |
| Пистолеты                   | Пистолеты   | Пистолеты     | Пистолеты    | Пистолеты                           | Пистолеты  | Пистолеты  |
| --------------------------- | ----------- | ------------- | ------------ | ----------------------------------- | ---------- | ---------- |
| ТТ                          |             | 7,62×25 мм ТТ | СССР         | Пистолет                            | нд.        |            |
| ПМ                          |             | 9×18 мм ПМ    | СССР         | Пистолет                            | нд.        |            |
| Винтовки                    |             |               |              |                                     |            |            |
| Карабины                    |             |               |              |                                     |            |            |
| СКС                         |             | 7,62×39 мм    | СССР         | Самозарядный карабин                | нд.        |            |
| Пистолет-пулемёты           |             |               |              |                                     |            |            |
| Автоматы                    |             |               |              |                                     |            |            |
| АК                          |             | 7,62×39 мм    | СССР         | Автомат                             | нд.        |            |
| АКМ                         |             | 7,62×39 мм    | СССР         | Автомат                             | нд.        |            |
| АК74 АКС74                  |             | 5,45×39 мм    | СССР         | Автомат                             | нд.        |            |
| АКС74У                      |             | 5,45×39 мм    | СССР         | Автомат                             | нд.        |            |
| Пулемёты                    |             |               |              |                                     |            |            |
| РПК                         |             | 7,62×39 мм    | СССР         | Ручной пулемёт                      | нд.        |            |
| РПК-74                      |             | 5,45×39 мм    | СССР         | Ручной пулемёт                      | нд.        |            |
| ПК                          |             | 7,62×54 мм R  | СССР         | Единый пулемёт                      | нд.        |            |
| НСВ «Утёс»                  |             | 12,7×108 мм   | СССР         | Крупнокалиберный пулемёт            | нд.        |            |
| Противопехотные гранатомёты |             |               |              |                                     |            |            |
| ГП-25 «Костёр»              |             | 40-мм         | СССР         | Подствольный гранатомёт             | нд.        |            |
| АГС-17 «Пламя»              |             | 30х29 мм      | СССР         | Автоматический станковый гранатомёт | нд.        |            |
| Противотанковые ружья       |             |               |              |                                     |            |            |
| ПТРД-41                     |             | 14,5×114 мм   | СССР         | Противотанковое ружье               | нд.        |            |